# Paratesta dorsalis
Paratesta dorsalis là một loài bọ cánh cứng trong họ Cerambycidae.